# Ter Apel
Ter Apel (Gronings: Troapel) is het grootste dorp in de gemeente Westerwolde, in het uiterste zuidoosten van de Nederlandse provincie Groningen. Ter Apel ligt in het zuiden van de streek Westerwolde en telt 9.830 inwoners (2023). Het dorp ligt bij de Ruiten Aa, waarvan het dal samen met de Ter Apelerbossen hoort bij de ecologische hoofdstructuur van Nederland. Ter Apel ligt aan de N366, de N976 en de N391. Het vormt de zuidpunt van de Semslinie tussen Groningen en Drenthe en grenst aan de Duitse deelstaat Nedersaksen.

## Geschiedenis
Het dorp is ontstaan bij het klooster Ter Apel, dat vanaf de 13e eeuw een voorwerk van de premonstratenzers was en vanaf 1465 een klooster van de orde van het Heilig Kruis. In 1594 werd het klooster geseculariseerd bij de reductie van Groningen. In 1619 verwierf de stad Groningen Westerwolde en daar hoorde ook het klooster, het er tegenover gelegen brouw- en bakhuis (nu Hotel Boschhuis) en de bijbehorende gronden bij. In de loop van de tijd plantte de stad steeds meer bossen aan op deze gronden. Tussen 1931 en 1933 werden de overgebleven delen van het klooster gerestaureerd. In 1976 deed de stad het hele complex (klooster, Boschhuis en een deel van het bos) voor een symbolisch bedrag over aan het Rijk. Het bos kwam daarbij in eigendom van Staatsbosbeheer. De landbouwgronden van het Landbouwbedrijf Ter Apel van de stad Groningen zijn in 1987 ook verkocht, omdat ze de stad alleen maar geld kostten.
Sinds de 19e eeuw is er ook veenkoloniale lintbebouwing, langs het Stads-Ter Apelkanaal richting Stadskanaal, de Weerdingermond richting Nieuw-Weerdinge en richting Emmer-Compascuum. In 1920 kwam het Ruiten-Aa-kanaal gereed dat anno 2004 weer bevaarbaar is voor de pleziervaart.
In de eerste helft van de 20e eeuw was het een knooppunt van spoor- en tramwegen, met de EDS, de EGTM, de DSM, de OG en de STAR. Van deze spoorlijn is anno 2005 nog de aardebaan in de bossen bij Ter Apel herkenbaar.
In de jaren 1910-20 werd het tuindorp Agodorp als buitenwijk gebouwd in de bossen ten zuidoosten van Ter Apel. Dit dorp behoorde bij de in 1917 ten noorden van het Ruiten-Aa-kanaal opgerichte drogerij en conservenfabriek voor Aardappelen, Groenten en Ooft, die in 1919 de n.v. AGO, Maatschappij voor het drogen, veredelen en verwerken van hout werd. In deze fabriek naast het dorp werden houten instrumenten voor de textielindustrie gemaakt. Na een faillissement in 1977 verhuisde de fabriek onder de naam Lignostone naar een ander bedrijventerrein in Ter Apel. Ten zuiden van het Ruiten-Aa-kanaal werd in 1916 de aardappelmeelfabriek 'Ter Apel en Omstreken' opgericht. In 1964 fuseerde de fabriek met de aardappelmeelfabrieken “Westerwolde” en “Musselkanaal en Omstreken” tot “W.T.M.”, sinds 1971 onderdeel van Avebe. in 1981 sloot Avebe deze fabriekslocatie en werden er kleine bedrijfjes gevestigd. In 1999 verliet het laatste bedrijfje het gebouw en raakte het pand in verval.
In de jaren 1930-40 werd de buitenwijk Burgemeester Beinsdorp gebouwd ten zuiden van Ter Apel. Dit dorp was net als Agodorp gericht op de huisvesting van arbeiders.
In november 1942 werden de 49 joodse inwoners van Ter Apel door de Duitsers opgehaald en afgevoerd naar Kamp Westerbork, vanwaar ze op transport werden gesteld naar het vernietigingskamp Auschwitz en daar werden vermoord.
Vanaf begin jaren '80 stond in Ter Apel een groot materiaaldepot van het Amerikaanse leger in West-Duitsland, waar enkele honderden dorps- en streekbewoners werk vonden. Door het einde van de Koude Oorlog en de Duitse eenwording werd deze opslag overbodig. Na de sluiting in 1995 werd er het Asielzoekerscentrum Ter Apel in ondergebracht.

## Varia
- Ter Apel heeft een industrieterrein, nabij de Nulweg en Viaductstraat.
- In het dorp staat een school voor het voortgezet onderwijs, de Regionale Scholengemeenschap.
- In Ter Apel wordt jaarlijks het carnaval gevierd. De carnavalsnaam van Ter Apel is Kloosterwieke.
- In Ter Apel ligt een klein, voor een gedeelte overdekt, attractiepark, Wonderwereld genaamd.
- Aan de westzijde van het dorp bevindt zich het Asielzoekerscentrum Ter Apel, waar vrijwel alle asielzoekers zich moeten melden, zodra ze Nederland binnenkomen.[4] Aan de zuidwestzijde daarvan is er de penitentiaire inrichting (PI) Ter Apel.

## Geboren in Ter Apel
- Claudia Bokel (1973), Duits schermster
- Koos Alberda van Ekenstein (1912-1975), burgemeester van Marum
- Harris Huizingh (1963), voetballer
- André Idserda (1879-1952), kunstschilder
- Ben Scholte (2001), voetballer
- Anne Jan Toonstra (1979), cabaretier, stand-upcomedian en muzikant
- Jaap Velema (1963), burgemeester van Westerwolde